# Juventud Sandinista 19 de Julio
La Juventud Sandinista 19 de Julio (lett. "Gioventù Sandinista 19 luglio") detta comunemente Juventud Sandinista è l'ala giovanile del Fronte Sandinista di Liberazione Nazionale. La data nel nome fa riferimento alla vittoria della Rivoluzione in Nicaragua del 19 luglio 1979.

## Storia
La Juventud Sandinista è stata fondata il 23 agosto 1979. Fin dall'inizio la gioventù fu parte fondamentale della Crociata nazionale di alfabetizzazione.
Negli anni '80 l'organizzazione guidò l'ammodernamento della raccolta del caffè e del cotone per un migliore sviluppo della produzione in Nicaragua. 
Attorno alla JS sono nate negli anni una serie di associazioni di promozione sociale, tra le principali vi sono Promotoria Solidaria, Movimiento Ambientalista Guardabarranco, Movimiento Cultural Leonel Rugama, Movimiento Deportivo Alexis Arguello, Federaciòn de Estudiantes de Secundaria e Red de Jovénes Comunicadores.